# 京福電気鉄道モボ2001形電車
| 左：2001号車（旧塗装）御室仁和寺駅にて  |  | 右：2002号車（旧塗装）西大路三条駅にて  |
| 左：2001号車（旧塗装） 御室仁和寺駅にて |  | 右：2002号車（旧塗装） 西大路三条駅にて |

京福電気鉄道モボ2001形電車（けいふくでんきてつどうモボ2001がたでんしゃ）は京福電気鉄道に在籍する路面電車車両。

## 概要
2000年（平成12年）の嵐山本線開業90周年記念に、モボ501形の置換え用として登場した、新｢嵐電スタイル｣の車両であると共に、京福電気鉄道（嵐山本線・北野線、以下嵐電）初のカルダン駆動車である。2000年（平成12年）から2両が武庫川車両工業（現・阪神車両メンテナンス）で製造された。
制御方式はVVVFインバータ制御（東洋電機製造製、型式：RG671-A-M）を採用し、素子には2レベルIGBT（1,700V、800A）素子が使用されている。但し路面区間におけるブレーキ性能の安定性と沿線への誘導障害対策の面から回生ブレーキは当初装備されずに登場した。主要機器類は主電動機として東洋電機製造製の60kWのものを2基、駆動装置はWNドライブを採用、台車はFS94を履いている。歯車比は72:11(6.55)である。また、四条大宮・北野白梅町寄りにこれもまた京福電気鉄道初のシングルアームパンタグラフが設置されている。運転台は両手、片手でも運転可能なワンハンドルマスコン（1軸ツーハンドルマスコン）を採用している。
車体はモボ611形・モボ621形・モボ631形に準じた前面非貫通型・15m級2扉の普通鋼製となっており、前面窓には1枚窓を採用し、前面窓上に前照灯を、下両側に標識灯を、左上に行先方向幕を、右側にワンマン運転用のサイドミラーを装備している。ダークアイボリーで塗装され、前面および側窓下がダークグリーンで塗装されている。
車内には、ロングシートを装備している。また、当初は、運転台後部に乗車整理券発行機と料金箱が設置されていたが、2002年7月1日の均一運賃制移行・スルッとKANSAI導入に伴い、乗車整理券発行機は撤去され、料金箱には路線バス同様のカード処理機が取り付けられている。
運用開始時から2001号車は運賃表示器と一体になった次駅案内表示器、2002号車は運賃表示器と別になった次駅案内表示器が設置されていた。現在は、2連の液晶モニターに交換され、次駅表示や現在位置・運賃などが表示できるようになっている。
2023年春、嵐電での回生電力貯蔵装置の導入に伴い、2両とも回生ブレーキ化された。
2024年秋頃までに、ホーム検知装置と、前後扉を1ボタンにて開閉させる改造が施され、四条大宮方の運転台内にホーム検知装置制御箱が設置されている。

## 運用
2001年（平成13年）3月に2001号車、同年11月に2002号車がワンマン運用で運転開始した。2両が在籍し、嵐山本線四条大宮～嵐山間、北野線北野白梅町～帷子ノ辻間の全線で運用されている。
主要機器類などの違いから既存車両との併結は出来ない。後に登場したモボ1形「KYOTRAM」との併結は可能である。
また、2両とも長らく「京紫」色へ塗色変更されていなかったが、2018年6月に2002号車のみ塗色変更された。2001号車は「京つけもの　もり」ラッピングを継続していた。「京紫」色へ塗色変更される前の2002号車は「DO YOU KYOTO?デー」ラッピングが施され、ラッピング解除後に短期ではあるが従来色のまま運用されていた。
2018年9月には「京つけもの　もり」ラッピング塗装であった2001号のラッピングが解除されると共に「京紫」色へと塗装変更された。そのためモボ2001形から従来塗装は消滅した。また、短期間「京紫」塗装であった2002号はこれと同時に2001号に代わり「京つけもの　もり」ラッピングが施された。
現在では「京つけもの　もり」ラッピングがはがされ、両車京紫色として運用されている。

## その他

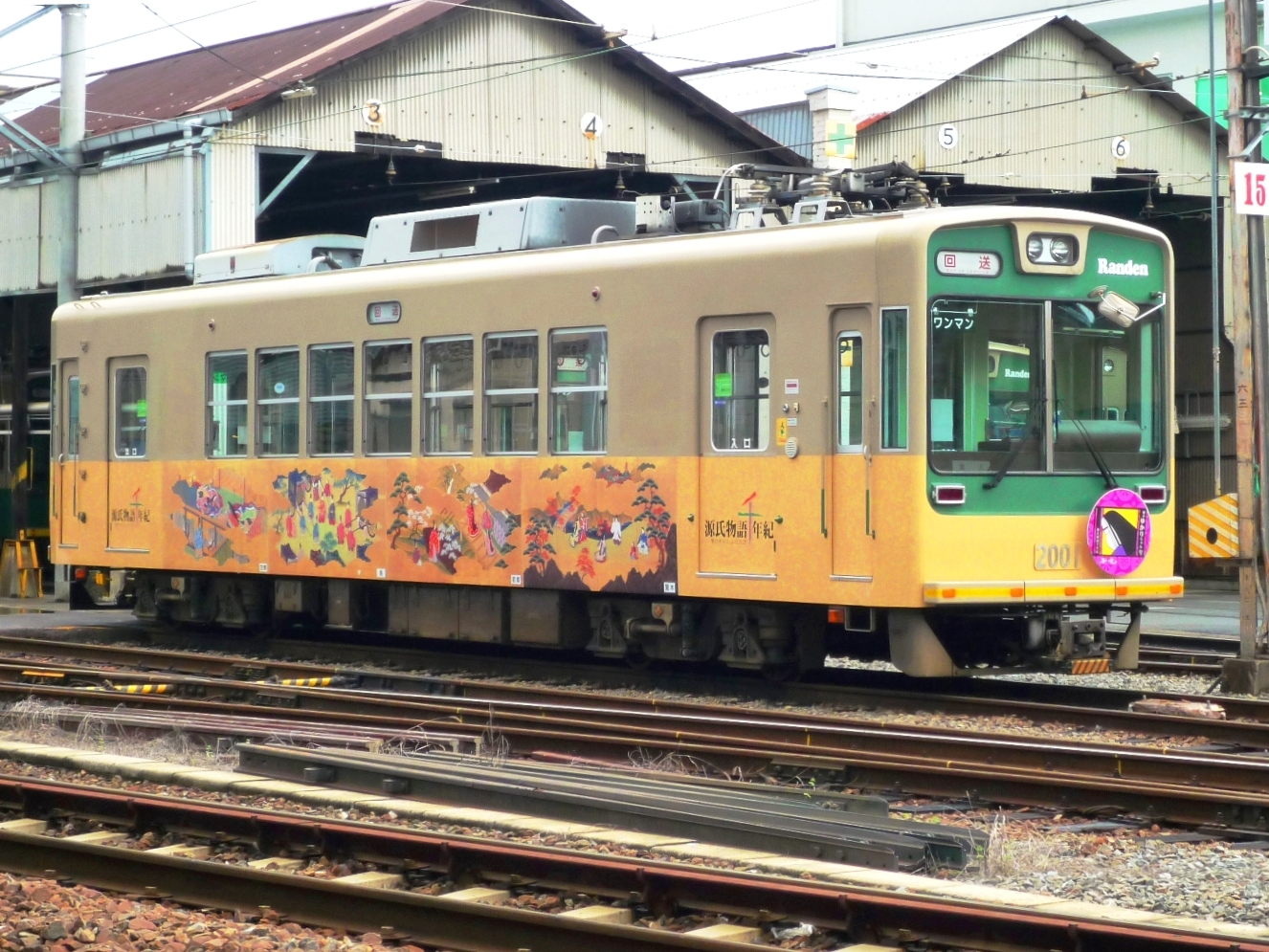
2001号車（紫のゆかりちゃん号）

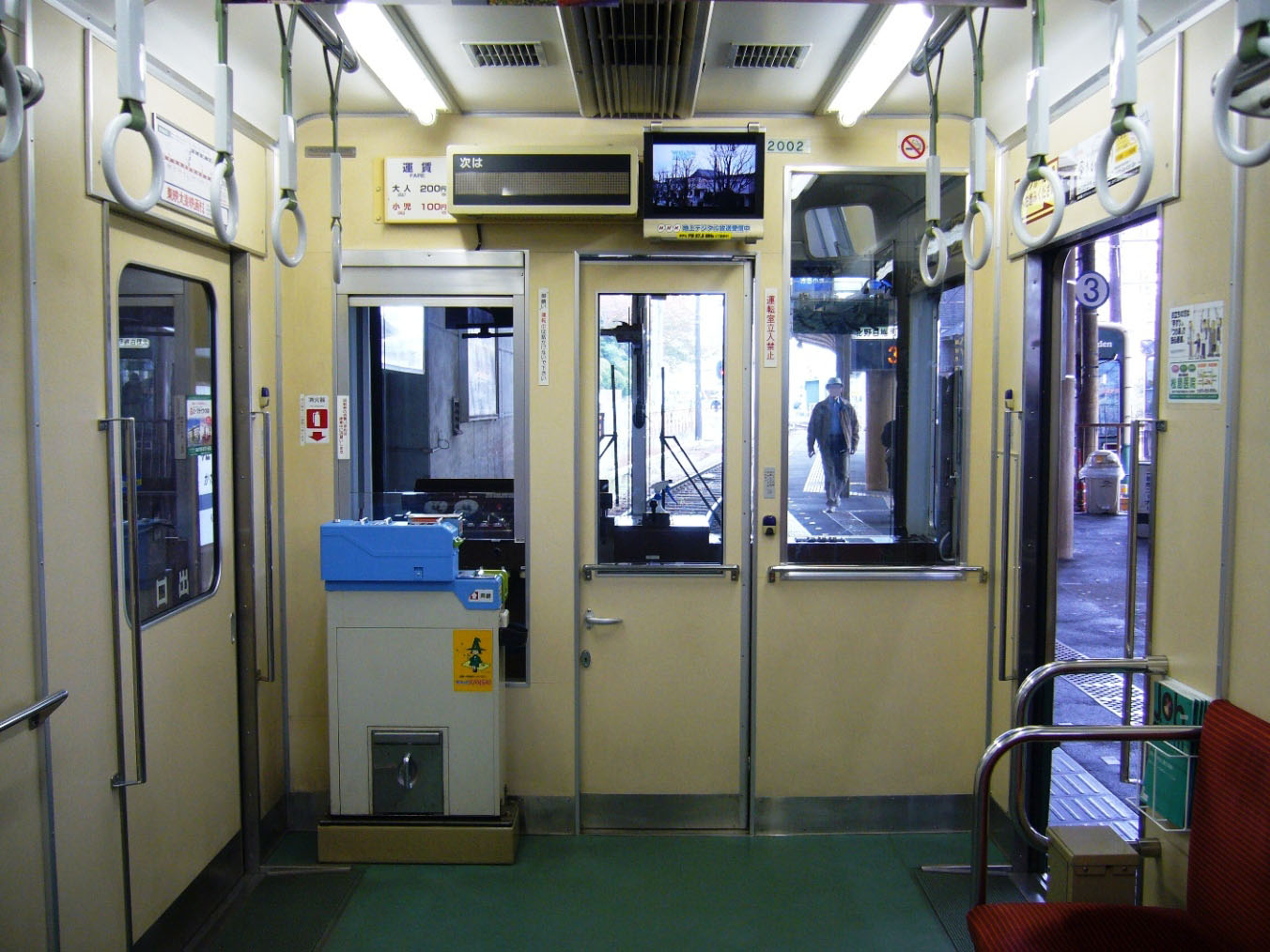
液晶テレビが設置されていた2002号車車内

- 本形式が登場するまで、京福にカルダン駆動車は1両も在籍せず、すべて吊り掛け駆動方式の車両であった。これは全車両が同一性能をもつという計画の下、1990年代後半までの車両が昭和初期のモボ101形の主要機器類を踏襲した新造車か、それらの走行機器を流用した車体新造車だったことによる。この為、抵抗制御やチョッパ制御などと言ったVVVF制御の世代前のカルダン駆動車[6]が存在しない路線に、いきなりVVVF制御車を投入した事例は極めて珍しい[7]。
- 2001号車は、源氏物語千年紀を記念して、2008年1月から「紫のゆかりちゃん号」としてラッピング車両として運行された[8]。当初は2008年中のみの運行予定であったが、2009年末まで1年間延長して運行された。
- 2002号車は、NHK京都放送局 地上デジタル放送キャンペーンのため、液晶テレビが両運転台後部の中央上側に1台ずつ設置され、京阪の名物であるテレビカーが嵐電でも実現した。放送内容は四条大宮・北野白梅町方のテレビはデジタル総合テレビを、嵐山方のテレビはデジタルデータ放送を映示したが、音声は流していなかった。音声はFMラジオで聴取するように案内があった。
- 2002号車は、2014年3～11月まで自社広告ラッピング車両として運行された[9]。
- 現在は、レシップのLCD行き先案内装置が前後に搭載されている。